# Conus elmineus
Conus elmineus é uma espécie de gastrópode do gênero Conus, pertencente à família Conidae.